# USA 250
USA 250 (auch NROL-67, NRO-L 67, SHARP 1) ist die Bezeichnung eines vermutlich militärischen Satelliten des National Reconnaissance Office, einem US-amerikanischen Geheimdienst.

## Spekulationen über Technik und Nutzung

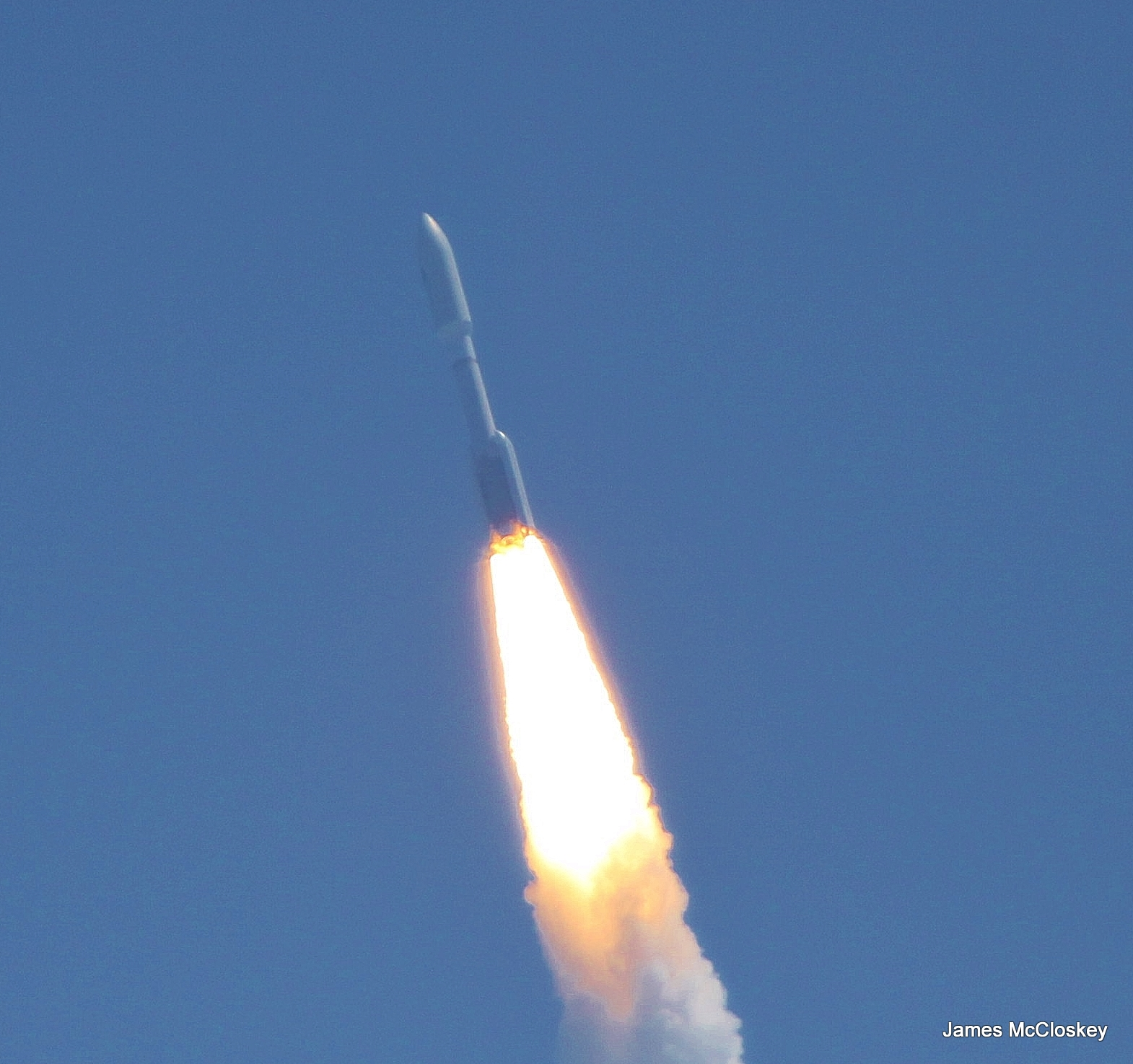
Start der Atlas-V-Rakete mit USA-250

Die genaue Aufgabe und technischen Spezifikationen sind unbekannt, jedoch wird vermutet, dass der Satellit dreiachsenstabilisiert ist und eine große Parabolantenne an Bord hat. Demnach könnte es sich um einen Aufklärungssatelliten einer neuen Generation handeln, welcher mit SIGINT, ELINT und/oder COMINT arbeitet, da eine nicht zuvor genutzte Trägerraketen-Konfiguration zum Einsatz kam. Geheimen Haushalts-Dokumenten des NRO zufolge ist USA-250 der erste Satellit des SIGINT High Altitude Replenishment Programs, kurz SHARP. Weitere Möglichkeiten sind, dass USA-250 ein Nachfolgesatellit der Orion- oder Advanced-Vortex-Reihe ist. Es ist ebenfalls nicht auszuschließen, dass USA-250 eine geostationäre Version der Trumpet-Follow-On-Satelliten ist.

## Missionsverlauf
Der Start, dessen Bezeichnung NROL-67 lautete, erfolgte am 10. April 2014 auf einer Atlas-V-Trägerrakete von der Cape Canaveral Air Force Station in eine geostationäre Umlaufbahn. Dort ist USA-250 bei 75° Ost stationiert. Es wird angenommen, dass der Satellit derzeit aktiv ist.